# 光头山薹草
光头山薹草（学名：Carex kwangtoushanica）为莎草科薹草属的植物，是中国的特有植物。分布于中国大陆的陕西省等地，生长于海拔2,700米的地区，多生长于山顶石隙中，目前尚未由人工引种栽培。